# 尖塔教堂

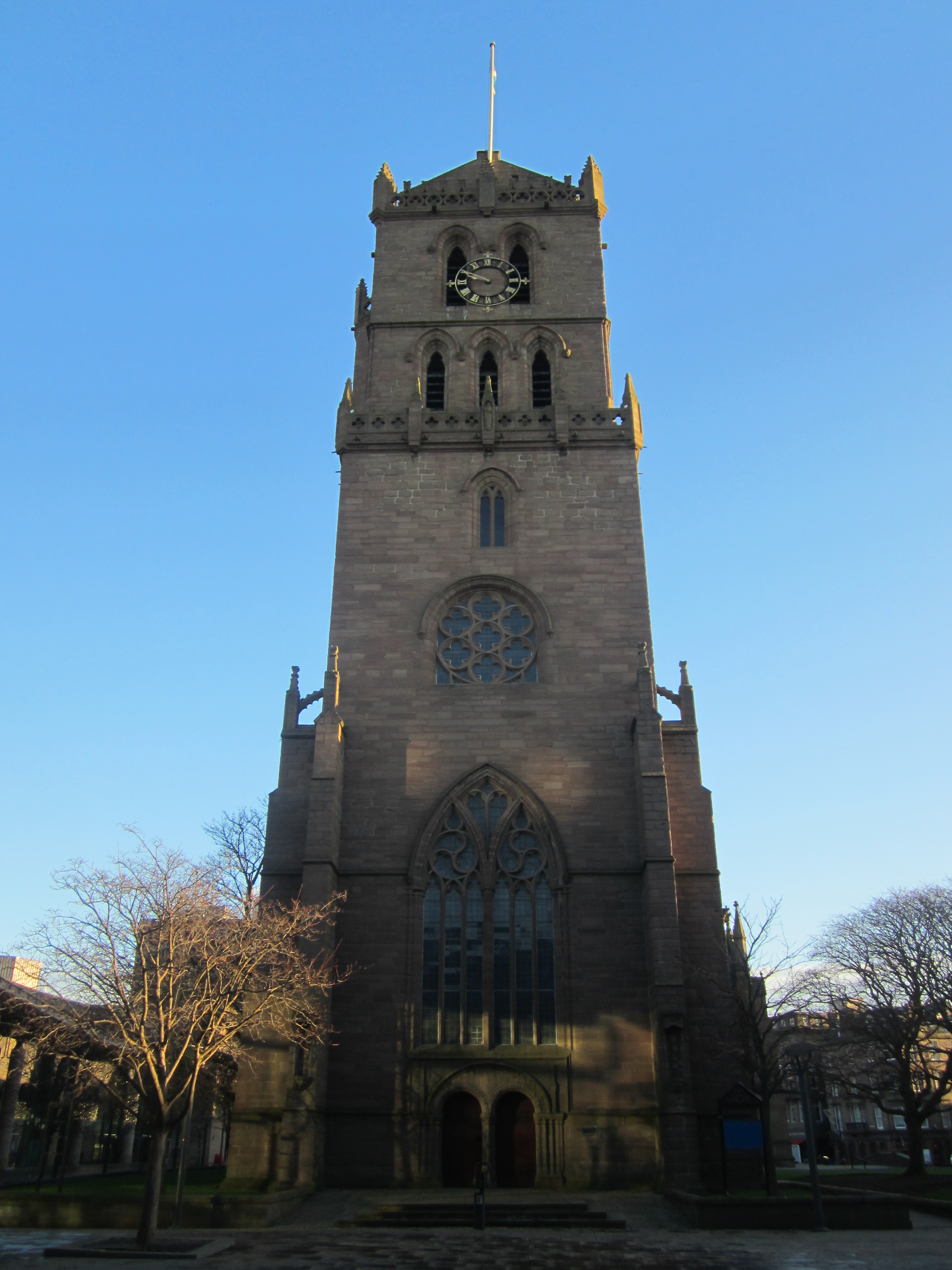
尖塔教堂

尖塔教堂（英語：Steeple Church）位於蘇格蘭鄧迪市中心，教堂毗鄰奧弗蓋特商場，是鄧迪的城市教堂，屬於蘇格蘭教會。這座教堂建築物與眾不同的是，教堂建築本身共分為兩個會眾，西半部是尖塔教堂，而東半部則屬於丹地堂區教堂。

## 外部連結
- 官方網站 （页面存档备份，存于）